# 上水径停车场

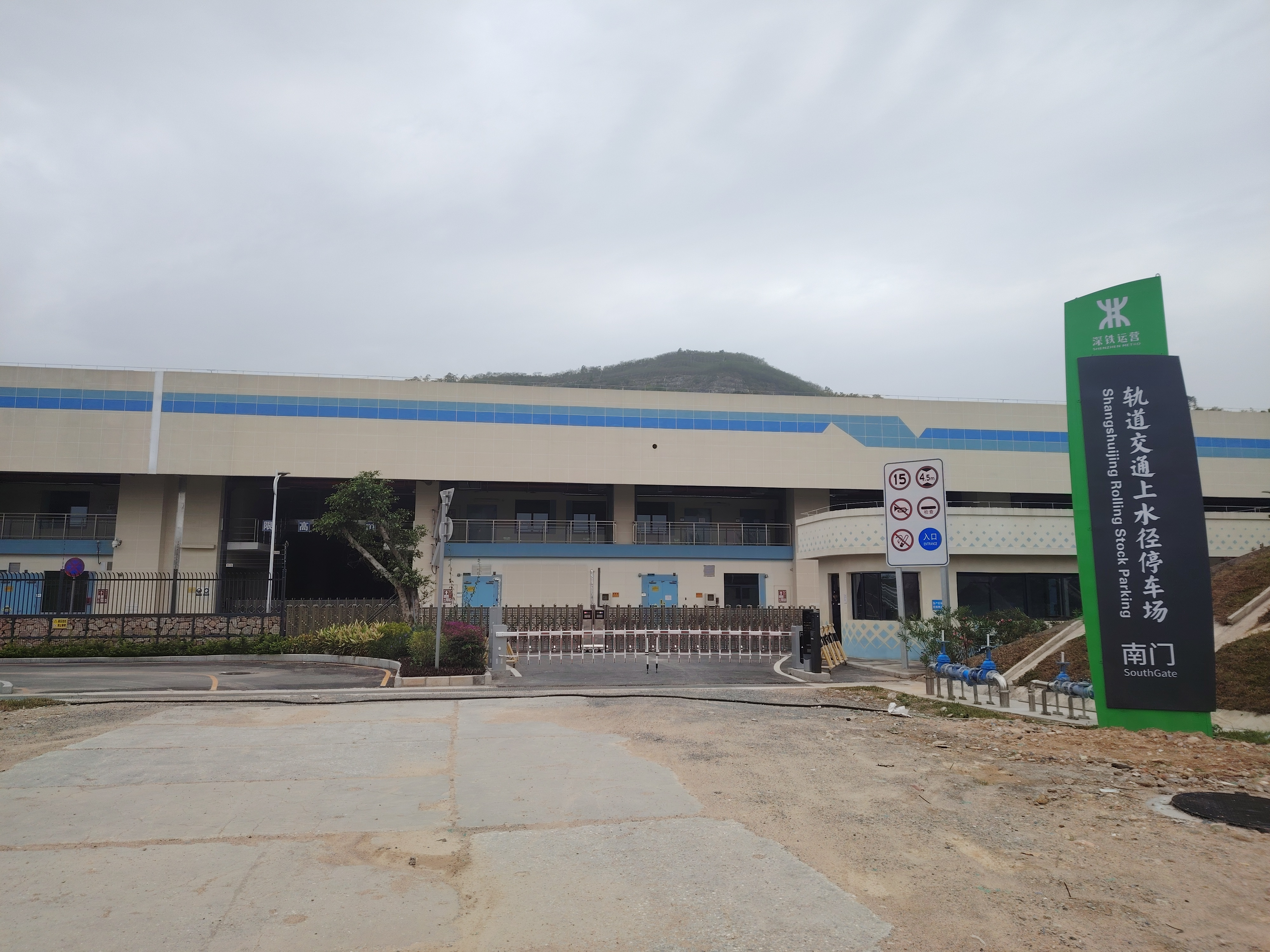
上水径停车场

上水径停车场是深圳地铁5號綫的停车场，位于深圳市龙岗区吉华街道上水径分水坳山脚下，由上水径石场改造而成，由于征地问题延期至2022年开工，2024年8月热滑，12月28日正式启用。
上水径停车场占地11.6公顷，总建筑面积约82636平方米，具备承担5号线部分配属列车的停放、运用、整备、洗车、周月检等多项重要功能，设有停车40列位、4双周三月检列位、1条镟轮线和1条洗车线。上水径停车场投入使用后，有效缓解5号线塘朗车辆段的收发车压力，大幅提升运输效率。